# Campeonato Mundial de Futebol Sub-17 de 1995
O Campeonato Mundial de Futebol Sub-17 de 1995 foi disputado no Equador entre 3 e 20 de Agosto de 1995. Esta foi a 6ª edição da competição, e a segunda vez ganha pelo Gana.

## Selecções
| CAF (África) - Gana - Guiné - Nigéria AFC (Ásia) - Japão - Omã - Catar | UEFA (Europa) - Alemanha - Espanha - Portugal CONCACAF (América do Norte, Central e Caribe) - Canadá - Costa Rica - Estados Unidos | CONMEBOL (América do Sul) - Argentina - Brasil OFC (Oceânia) - Austrália País anfitrião - Equador |

## Árbitros
| AFC (Ásia) - Hossein Asgari - Ahmad Haji Yaakub CAF (África) - Pierre Mounguengui - Said Belqola | CONCACAF (América do Norte, Central e Caribe) - Antonio Marrufo - Ramesh Ramdhan CONMEBOL (América do Sul) - Roger Zambrano - Epifiano Gonzalez - José Luis Da Rosa | UEFA (Europa) - Fritz Stuchlik - Hartmut Strampe - Leslie Irvine - Vasyl Melnychuk OFC (Oceânia) - Barry Tasker |

## Primeira fase

### Grupo A
| Selecção       | J | V | E | D | GM | GS | +/- | Pts |
| -------------- | - | - | - | - | -- | -- | --- | --- |
| Gana           | 3 | 3 | 0 | 0 | 5  | 1  | 4   | 9   |
| Equador        | 3 | 1 | 1 | 1 | 3  | 2  | 1   | 4   |
| Japão          | 3 | 1 | 1 | 1 | 2  | 2  | 0   | 4   |
| Estados Unidos | 3 | 0 | 0 | 3 | 1  | 6  | -5  | 0   |

| 3 de Agosto de 1995 | Equador                | 2–0       | Estados Unidos | Quito                                   |
| 20:15               | Moreira 31' Corozo 83' | Relatório |                | Público: 28,000 Árbitro: Fritz Stuchlik |

| 3 de Agosto de 1995 | Gana       | 1–0       | Japão | Quito                                  |
| 18:00               | Kamara 70' | Relatório |       | Público: 28,000 Árbitro: Leslie Irvine |

| 5 de Agosto de 1995 | Equador    | 1–2       | Gana              | Quito                                      |
| 18:15               | Angulo 32' | Relatório | Sule 6' Gambo 68' | Público: 18,000 Árbitro: José Luis Da Rosa |

| 5 de Agosto de 1995 | Estados Unidos | 1–2       | Japão                     | Quito                                   |
| 16:00               | Redmond 60'    | Relatório | Yamazaki 49' Takahara 86' | Público: 12,000 Árbitro: Fritz Stuchlik |

| 8 de Agosto de 1995 | Equador | 0–0       | Japão | Quito                                 |
| 20:15               |         | Relatório |       | Público: 34,000 Árbitro: Said Belqola |

| 8 de Agosto de 1995 | Estados Unidos | 0–2       | Gana                  | Quito                                    |
| 18:00               |                | Relatório | Iddrisu 35' Akwei 65' | Público: 28,000 Árbitro: Vasyl Melnychuk |

### Grupo B
| Selecção   | J | V | E | D | GM | GS | +/- | Pts |
| ---------- | - | - | - | - | -- | -- | --- | --- |
| Argentina  | 3 | 3 | 0 | 0 | 7  | 0  | 7   | 9   |
| Portugal   | 3 | 1 | 0 | 2 | 5  | 6  | -1  | 3   |
| Guiné      | 3 | 1 | 0 | 2 | 3  | 6  | -3  | 3   |
| Costa Rica | 3 | 1 | 0 | 2 | 2  | 5  | -3  | 3   |

| 4 de Agosto de 1995 | Argentina                                | 3–0       | Portugal | Estádio Alejandro Serrano Aguilar, Cuenca |
| 18:00               | Gatti 5' La Paglia 19' La Paglia 88'g.p. | Relatório |          | Público: 6,500 Árbitro: Hartmut Strampe   |

| 4 de Agosto de 1995 | Costa Rica             | 2–0       | Guiné | Estádio Alejandro Serrano Aguilar, Cuenca |
| 20:15               | Fonseca 80' Campos 87' | Relatório |       | Público: 6,500 Árbitro: Barry Tasker      |

| 6 de Agosto de 1995 | Portugal                  | 2–3       | Guiné                                | Estádio Alejandro Serrano Aguilar, Cuenca |
| 13:15               | Zeferino 11' Zeferino 26' | Relatório | Bangoura 30' Conté 48'g.p. Keita 65' | Público: 2,500 Árbitro: Ahmed Haji Yaakub |

| 6 de Agosto de 1995 | Argentina             | 2–0       | Costa Rica | Estádio Alejandro Serrano Aguilar, Cuenca |
| 20:15               | Caserio 62' Gatti 79' | Relatório |            | Público: 2,500 Árbitro: Hossein Asgari    |

| 9 de Agosto de 1995 | Portugal                         | 3–0       | Costa Rica | Estádio Alejandro Serrano Aguilar, Cuenca |
| 18:00               | Vargas 88' Adolfo 89' Vargas 91' | Relatório |            | Público: 15,000 Árbitro: Roger Zambrano   |

| 9 de Agosto de 1995 | Argentina             | 2–0       | Guiné | Estádio Alejandro Serrano Aguilar, Cuenca |
| 20:15               | Peralta 18' Aimar 26' | Relatório |       | Público: 15,000 Árbitro: Antonio Marrufo  |

### Grupo C
| Selecção  | J | V | E | D | GM | GS | +/- | Pts |
| --------- | - | - | - | - | -- | -- | --- | --- |
| Nigéria   | 3 | 2 | 1 | 0 | 5  | 2  | 3   | 7   |
| Austrália | 3 | 1 | 1 | 1 | 5  | 4  | 1   | 4   |
| Espanha   | 3 | 1 | 1 | 1 | 4  | 4  | 0   | 4   |
| Catar     | 3 | 0 | 1 | 2 | 1  | 5  | -4  | 1   |

| 4 de Agosto de 1995 | Nigéria       | 1–1       | Catar      | Estadio Olímpico de Riobamba, Riobamba   |
| 12:00               | Anyamkygh 37' | Relatório | Ghulam 39' | Público: 20,000 Árbitro: Antonio Marrufo |

| 4 de Agosto de 1995 | Austrália               | 2–2       | Espanha                  | Estadio Olímpico de Riobamba, Riobamba  |
| 14:15               | Allsopp 16' Allsopp 73' | Relatório | Duarte 55'g.p. Mista 73' | Público: 20,000 Árbitro: Ramesh Ramdhan |

| 6 de Agosto de 1995 | Nigéria                   | 2–0       | Austrália | Estadio Olímpico de Riobamba, Riobamba  |
| 12:00               | Anyamkygh 59' Obiorah 93' | Relatório |           | Público: 10,000 Árbitro: Roger Zambrano |

| 6 de Agosto de 1995 | Catar | 0–1       | Espanha    | Estadio Olímpico de Riobamba, Riobamba     |
| 14:15               |       | Relatório | Ferron 83' | Público: 10,000 Árbitro: Epifiano Gonzalez |

| 9 de Agosto de 1995 | Catar | 0–3       | Austrália                              | Estadio Olímpico de Riobamba, Riobamba   |
| 12:00               |       | Relatório | Kewell 43'g.p. Allsopp 48' Allsopp 56' | Público: 10,000 Árbitro: Hartmut Strampe |

| 9 de Agosto de 1995 | Nigéria                     | 2–1       | Espanha        | Estadio Olímpico de Riobamba, Riobamba |
| 14:15               | Obiorah 48' Onwuzuruike 84' | Relatório | Duarte 57'g.p. | Público: 10,000 Árbitro: Barry Tasker  |

### Grupo D
| Selecção | J | V | E | D | GM | GS | +/- | Pts |
| -------- | - | - | - | - | -- | -- | --- | --- |
| Brasil   | 3 | 2 | 1 | 0 | 5  | 0  | 5   | 7   |
| Omã      | 3 | 2 | 1 | 0 | 5  | 1  | 4   | 7   |
| Alemanha | 3 | 1 | 0 | 2 | 3  | 6  | -3  | 3   |
| Canadá   | 3 | 0 | 0 | 3 | 1  | 7  | -6  | 0   |

| 4 de Agosto de 1995 | Brasil                                | 3–0       | Alemanha | Estadio Olímpico de Ibarra, Ibarra    |
| 13:00               | Djimi 39' Carlos Alberto 54' Juan 63' | Relatório |          | Público: 16,000 Árbitro: Said Belqola |

| 4 de Agosto de 1995 | Omã                               | 2–1       | Canadá      | Estadio Olímpico de Ibarra, Ibarra                |
| 15:15               | Al-Kathiri 43' Al-Kathiri 62'g.p. | Relatório | Bernier 70' | Público: 16,000 Árbitro: Pierre Mounguengui (GAB) |

| 6 de Agosto de 1995 | Brasil | 0–0       | Omã | Estadio Olímpico de Ibarra, Ibarra       |
| 14:00               |        | Relatório |     | Público: 10,000 Árbitro: Vasyl Melnychuk |

| 6 de Agosto de 1995 | Alemanha                         | 3–0       | Canadá | Estadio Olímpico de Ibarra, Ibarra    |
| 16:15               | Brezina 23' Rost 68' Brugera 73' | Relatório |        | Público: 10,000 Árbitro: Said Belqola |

| 9 de Agosto de 1995 | Alemanha | 0–3       | Omã                                           | Estadio Olímpico de Ibarra, Ibarra        |
| 13:00               |          | Relatório | Al-Kathiri 4'g.p. Al-Siyabi 81' Al-Siyabi 87' | Público: 9,000 Árbitro: Jose Luis Da Rosa |

| 9 de Agosto de 1995 | Brasil             | 2–0       | Canadá | Estadio Olímpico de Ibarra, Ibarra    |
| 15:15               | Bel 2' Eduardo 46' | Relatório |        | Público: 9,000 Árbitro: Leslie Irvine |

## Fases finais
|  | Quartas de final          | Quartas de final         |                           |     | Semifinais     | Semifinais     |  |  | Final                    | Final |
|  |                           |                          |                           |     |                |                |  |  |                          |       |
|  | 12 de Agosto - Quito      |                          |                           |     |                |                |  |  |                          |       |
|  |                           |                          |                           |     |                |                |  |  |                          |       |
|  | Gana                      | 2                        |                           |     |                |                |  |  |                          |       |
|  | Gana                      | 2                        | 17 de Agosto - Portoviejo |     |                |                |  |  |                          |       |
|  | Portugal                  | 0                        |                           |     |                |                |  |  |                          |       |
|  | Portugal                  | 0                        | Gana                      | 3   |                |                |  |  |                          |       |
|  | 13 de Agosto - Portoviejo |                          | Gana                      | 3   |                |                |  |  |                          |       |
|  |                           | Omã                      | 1                         |     |                |                |  |  |                          |       |
|  | Omã                       | Omã                      | 1                         | 2   |                |                |  |  |                          |       |
|  | Omã                       |                          | 20 de Agosto - Guayaquil  | 2   |                |                |  |  |                          |       |
|  | Nigéria                   | 1                        |                           |     |                |                |  |  |                          |       |
|  | Nigéria                   | 1                        | Gana                      | 3   |                |                |  |  |                          |       |
|  | 12 de Agosto - Guayaquil  |                          | Gana                      | 3   |                |                |  |  |                          |       |
|  |                           | Brasil                   | 2                         |     |                |                |  |  |                          |       |
|  | Argentina                 | Brasil                   | 2                         | 3   |                |                |  |  |                          |       |
|  | Argentina                 | 17 de Agosto - Guayaquil |                           | 3   |                |                |  |  |                          |       |
|  | Equador                   | 1                        |                           |     |                |                |  |  |                          |       |
|  | Equador                   | 1                        | Brasil                    | 3   | Terceiro lugar | Terceiro lugar |  |  |                          |       |
|  | 13 de Agosto - Portoviejo |                          | Brasil                    | 3   | Terceiro lugar | Terceiro lugar |  |  |                          |       |
|  |                           | Argentina                | 0                         |     |                |                |  |  |                          |       |
|  | Brasil                    | Argentina                | 0                         | 3   | Argentina      | 2              |  |  |                          |       |
|  | Brasil                    |                          |                           | 3   | Argentina      | 2              |  |  |                          |       |
|  | Austrália                 | 1                        |                           | Omã | 0              |                |  |  |                          |       |
|  | Austrália                 | 1                        |                           |     | 0              |                |  |  |                          |       |
|  |                           |                          |                           |     |                |                |  |  | 20 de Agosto - Guayaquil |       |
|  |                           |                          |                           |     |                |                |  |  |                          |       |

### Quartos-finais
| 12 de Agosto de 1995 | Gana                       | 2–0       | Portugal | Quito                                     |
| 17:00                | Bentil 12' Amaniampong 87' | Relatório |          | Público: 2,000 Árbitro: Epifiano Gonzalez |

| 12 de Agosto de 1995 | Nigéria           | 1–2       | Omã                        | Estadio Reales Tamarindos, Portoviejo    |
| 20:00                | Chukwueke 13'g.p. | Relatório | Al-Kathiri 32' Al-Nobi 49' | Público: 12,000 Árbitro: Hartmut Strampe |

| 13 de Agosto de 1995 | Brasil                                   | 3–1       | Austrália   | Estadio Reales Tamarindos, Portoviejo    |
| 14:00                | Rodrigo 14' Kleber 65' Marco Antonio 75' | Relatório | Allsopp 32' | Público: 12,000 Árbitro: Antonio Maruffo |

| 13 de Agosto de 1995 | Argentina                           | 3–1       | Equador   | Quito                                  |
| 17:00                | Mercado 36'p.b. Aimar 46' Gatti 66' | Relatório | Ayala 86' | Público: 10,000 Árbitro: Leslie Irvine |

### Semi-finais
| 17 de Agosto de 1995 | Gana                             | 3–1       | Omã            | Estadio Reales Tamarindos, Portoviejo      |
| 17:00                | Ansah 38' Kamara 54' Iddrisu 72' | Relatório | Al-Kathiri 67' | Público: 18,000 Árbitro: Jose Luis Da Rosa |

| 17 de Agosto de 1995 | Argentina | 0–3       | Brasil                          | Guayaquil                              |
| 20:00                |           | Relatório | Rodrigo 74' Rocha 88' Fabio 90' | Público: 3,000 Árbitro: Fritz Stuchlik |

### Terceiro lugar
| 20 de Agosto de 1995 | Omã | 0–2       | Argentina               | Guayaquil                             |
| 14:30                |     | Relatório | Gatti 20' Cambiasso 71' | Público: 30,000 Árbitro: Said Belqola |

### Final
| 20 de Agosto de 1995 | Gana                            | 3–2 | Brasil                     | Guayaquil                              |
| 17:00                | Sule 39' Iddrisu 45' Bentil 49' |     | Juan 47' Marco Antonio 90' | Público: 30,000 Árbitro: Leslie Irvine |

## Premiações

### Campeões
| Campeão do Mundial Sub-17 da FIFA de 1995 GANA 2º Título |

### Individuais
| Bota de Ouro   | Bola de Ouro      | Fair Play |
| -------------- | ----------------- | --------- |
| Daniel Allsopp | Mohamed Al-Kathri | Brasil    |